# 红桥 (达濠)
红桥 是达濠曾经的一座桥，现在桥已经不在了，只留下刻有“红桥”两字的石碑嵌于原桥头（即今红桥路广文书店前）。

## 历史
红桥原是架于赤港坑上的四座桥之一，位于赤港坑上段，是连续赤港、青篮二村的主要桥梁。
- 起初为石板桥，中间一桥墩，每孔加上五条大石（共10条），两边短墙为扶手，桥面宽不足2米。因来往车辆不断增加，且破旧甚，于1983年夏月由港胞赠资重建，改为水泥钢筋结构建筑，作一孔拱过，用栏杆式扶手，并嵌以石匾，匾内外书桥名及赠资人姓名和重建年月。新桥长6.5米，宽3.5米，桥栏高1米，桥孔高2米多。桥上两边扶手向来涂以红色，故名。
- 至1986年，随着赤港坑被改铺成红桥路，原先赤港坑上四座桥包括红桥在内也一并被拆除。而红桥路之得名来自于红桥，可想而知红桥在当时人们生活的重要性。